# Andrzej Artur Zamoyski
Il conte Andrzej Artur Zamoyski (Vienna, 2 aprile 1800 – Cracovia, 29 novembre 1874) è stato un nobile e politico polacco.

## Biografia
Era il figlio di Stanisław Kostka Zamoyski, e di sua moglie, Zofia Czartoryska, figlia di Adam Kazimierz Czartoryski.

## Carriera
Dal 1842, nella sua residenza a Klemensów, organizzò convegni per i proprietari terrieri, nel 1848 fondò una compagnia di navigazione, lanciando la produzione di navi e chiatte per poi essere utilizzate su fiume Vistola. La società acquisì non solo una grande importanza economica ma anche politica. Ma il 6 aprile 1861, a causa del crescente radicalismo, la società fu sciolta. Era anche il proprietario del Palazzo Zamoyski e ordinò la ricostruzione del palazzo a Henryk Marconi (1843–1846).
Nel settembre 1863, dopo l'assassinio di Friedrich Wilhelm Rembert von Berg avvenuto nel palazzo Zamoyski, dovette lasciare il Regno di Polonia per volere dello zar Alessandro II, ciò lo portò a vivere a Parigi e a Dresda.

## Matrimonio
Sposò, 16 settembre 1824 a Lyubov, la contessa Róża Potocka (16 giugno 1802-27 ottobre 1862), figlia del conte Antoni Potocki. Ebbero otto figli:
- Zofia (5 settembre 1825-27 marzo 1853), sposò Frantisek Żółtowski;
- Władysław (1827-10 novembre 1873);
- Jerzy (1829-1833)
- Cecylia (10 maggio 1831-23 luglio 1904), sposò Jerzy Henryk Lubomirski;
- Jan Michał (John Grey) (29 novembre 1832-?);
- Stanisław Antoni (14 maggio 1834-10 maggio 1881);
- Róża (29 luglio 1836-12 ottobre 1915), sposò Eugeniusz Lubomirski[2];
- Andrzej Antoni (14 aprile 1838-20 agosto 1889);
- Zdzisław (20 maggio 1842-15 agosto 1925), sposò Maria Svejkovskaya.

## Morte
Morì il 29 novembre 1874. Fu sepolto a Cracovia nel cimitero di Rakowicki.